# Cerapachys biroi
Cerapachys biroi är en myrart som beskrevs av Auguste-Henri Forel 1907. Cerapachys biroi ingår i släktet Cerapachys och familjen myror. Inga underarter finns listade.

## Bildgalleri